# 요한 하인리히 페스탈로치

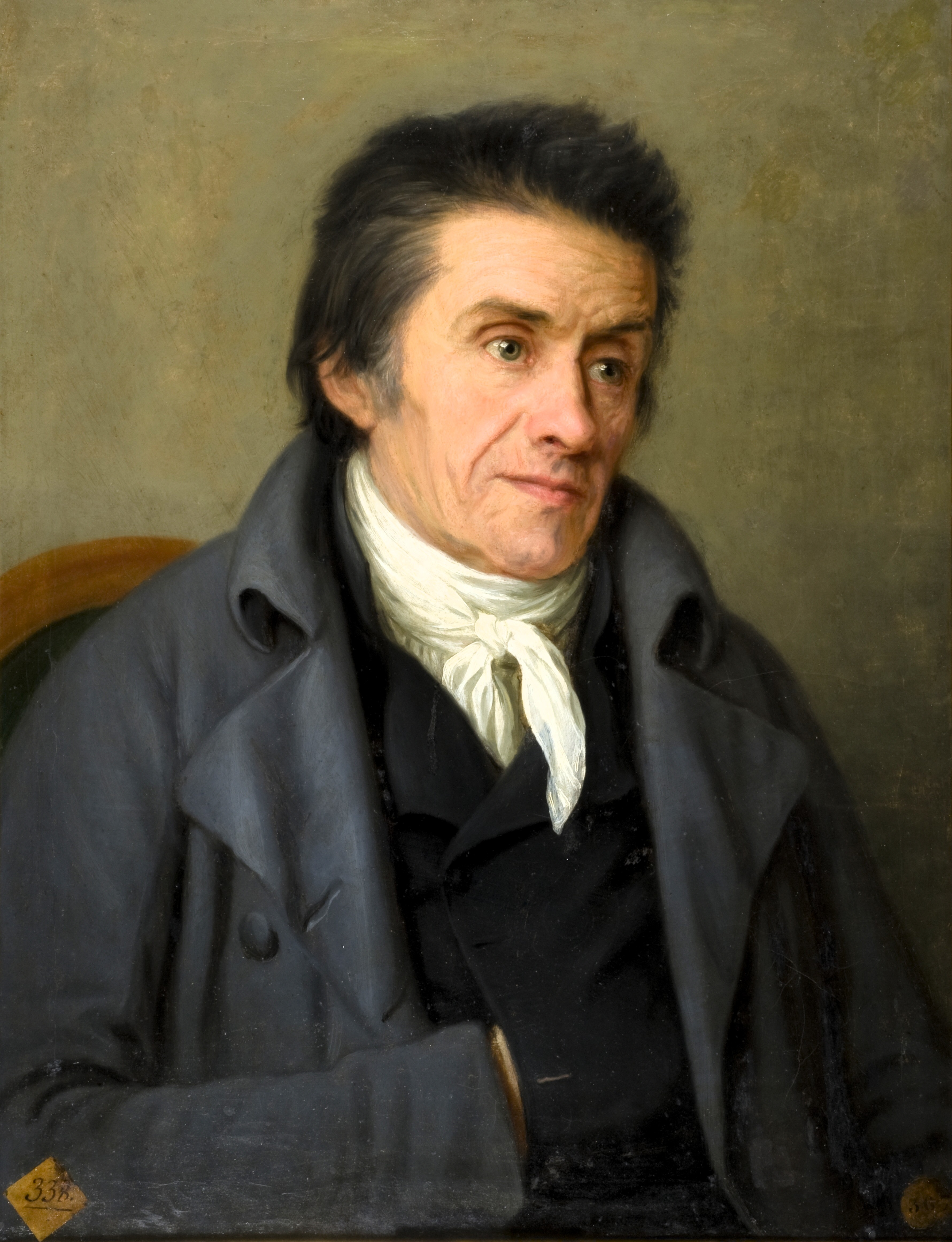
프란시스 하비에르 라모스의 요한 하인리히 페스탈로치, c. 1806, 레알 아카데미아 드 벨라스 아르테스 데 산 페르난도, 마드리드

요한 하인리히 페스탈로치(독일어: Johann Heinrich Pestalozzi, 1746년 1월 12일 ~ 1827년 2월 17일)는 스위스의 교육학자이자 사상가이다. 고아들의 대부이고, 어린이의 교육에 있어 조건 없는 사랑을 실천한 것으로 유명하였다. 19세기 이전에 이미 어린이를 하나의 인격체로 삼아 간주한 것으로 유명하다.

## 생애

### 어린 시절
스위스의 취리히에서 아버지 요한 바프티스트와 어머니 수잔나 사이에서 출생했으며, 계몽사에서 출판한 어린이그림위인전기 《페스탈로치》에 따르면 할아버지가 손수 손주의 이름을 지어주었다. 요한은 신약성서의 복음서와 사도행전에 나오는 위대한 예언자인 세례자 성 요한(세례자 요한)에서, 하인리히는 교회를 보호한 군주 하인리히에서 따온 것이라 한다. 의사였던 아버지 요한은 페스탈로치가 5세가 되던 해, 33세의 나이로 별세하였다. 페스탈로치는 사회적인 약자에 대한 관심과 배려를 실천하는 따뜻한 가정환경에서 자랐다. 개신교 목사인 그의 할아버지는 손자와 산책하면서 교우를 만나면 "잘 지내십니까?"라고 물으며 가난한 교우들에게 항상 관심을 갖고 있었고, 어머니는 두 아들을 혼자서 돌보면서도 고아원에 틈틈이 음식과 옷을 보내고는 하였다. 별세한 그의 아버지도 가난한 사람들을 주로 진료하였다. 어린 시절에 요한은 건강이 좋지 못했지만, 할아버지와 동네 산책을 하면서 몸이 건강해졌고, 몸이 건강해지니 자신감도 자랐다.

### 교육
노동과 학업을 병행하여 학업 성적은 좋지 못하였으나 그는 취리히에 있는 취리히 대학교로 진학할 수 있었다. 취리히 대학교에 재학 중 사회운동 단체에서 활동하였으며, 이때 만난 안나와 1769년에 결혼하였다. 노이호프에서 20여 명의 어린이들과 낮에는 농사를 짓는 노동을 하고, 밤에는 공부를 하는 공동야학을 열었으나 주위사람들의 시기로 실패하였다. 이 실패로 페스탈로치는 무일푼이 되었고, 건강도 나빠지고 말았다. 이때 아내 안나도 병으로 별세하여 가정부 바벨리 외에는 그를 도와줄 수 있는 사람은 없었다. 1798년 스위스 정부의 요청으로 고아원의 책임자가 되었으며, 1799년 폐쇄될 때까지 운영되었다. 이후 학교를 설립하여 그의 교육관을 실천하였다. 별세할 때에도 어린이들이 임종을 지켰고, 어린이들이 놀다가 다칠 것을 염려해서 유리조각을 주웠을 정도로 그는 사랑의 화신이었다.

### 사상
| “ | 가정은 도덕상의 학교다. 가정에서의 인성 교육은 중요하다. 가정의 단란함이 이 세상에서 가장 빛나는 기쁨이다. 그리고 자녀를 보는 즐거움은 사람의 가장 거룩한 즐거움이다. 가진 것이 없다는 것은 하나님께 모든것을 의지할 수 있다는 것이다. 사람이 가난하면 감격하기를 잘한다. - 마음이 겸허하기 때문이다. 가진 것이 없고 항상 부족하게 생활한다는 그 자체가 가난한 사람을 겸허하게 하고, 감격하게 하는 것이다. 건강한 몸을 가진 사람이 아니고는 조국에 충실히 봉사하는 사람이 되기 어렵다. 우선 좋은 부모, 좋은 자식, 좋은 형제, 좋은 이웃이 되기 어렵기 때문이다. 자신을 위해서 뿐만 아니라 식구를 위해서 나아가 이웃과 나라를 위해서도 건강해야 한다. 요새를 지키듯 스스로 건강을 지키자. 고귀한 지혜를 가진 사람일지라도 자신에게 순수한 인격이 없다면, 어두운 그늘이 그를 둘러쌀 것이다. 그러나 천한 오막살이에 있을지라도, 교육된 인격은 순수하고 기품있는 만족된 인간의 위대함을 발산한다. 고난과 눈물이 나를 높은 예지로 이끌어 올렸다. 보석과 즐거움은 이것을 이루어 주지 못했을 것이다. 교육은 사회를 개혁하기 위한 수단이다. | ” |

### 책
1827년 81세를 일기로 별세할 때까지 교육사상가로 활동하여, 《은자의 황혼》(1780년), 《린하르트와 게르트루트》(1781년-1787년) 등의 저서를 남겼다. 그는 어린이는 작은 어른이 아니며, 고유의 세계가 있는 인격체라고 주장하였는데, 이는 어린이를 작은 어른으로 보아서 어린이들의 개성을 무시하던 당시 사람들의 교육관을 개혁하는 생각이었다. 페스탈로치는 어린이를 가르칠 때 교과서를 전혀 사용하지 않았다고 한다. 페스탈로치의 사상은 유럽사회에 영향을 주어 프로이센(독일)의 군주가 찾아올 정도였다 한다.
그는 1805년 이베르돈에 학교를 세웠는데, 약 20년간 이곳은 전 유럽 교육의 중심지가 되었다. 1825년 이 학원을 떠나 부르크의 집으로 돌아가 자서전 <백조의 노래>를 집필하였다. 그 속에는 '생활을 도야한다'라는 명제 아래 그의 종래의 교육 사상이 통일적으로 전부 서술되어 있다.

## 평가
그는 자신의 불운한 유년시절을 기억, 고아들을 데려다가 조건 없이 가르쳤으며, 19세기 이전에 이미 어린이를 하나의 인격체로 대우한 점이 높이 평가된다.

## 같이 보기
- 교육
- 프리드리히 프뢰벨

## 참고 문헌
- 어린이 그림위인전기 《페스탈로치》, 계몽사